# Bishop's Stortford
Bishop's Stortford es una localidad británica en el distrito de East Hertfordshire, condado de Hertfordshire. Se ubica al oeste de la autopista M11, en la frontera con el condado de Essex, y es la población más cercana al Aeropuerto de Stansted, y parte del área metropolitana de Londres. En la edición de 2006 de Channel 4 "Best and Worst Places to Live in the UK", East Hertfordshire era el séptimo mejor distrito para vivir. La localidad tiene una población estable de 34.826 personas.

## Personalidades destacadas

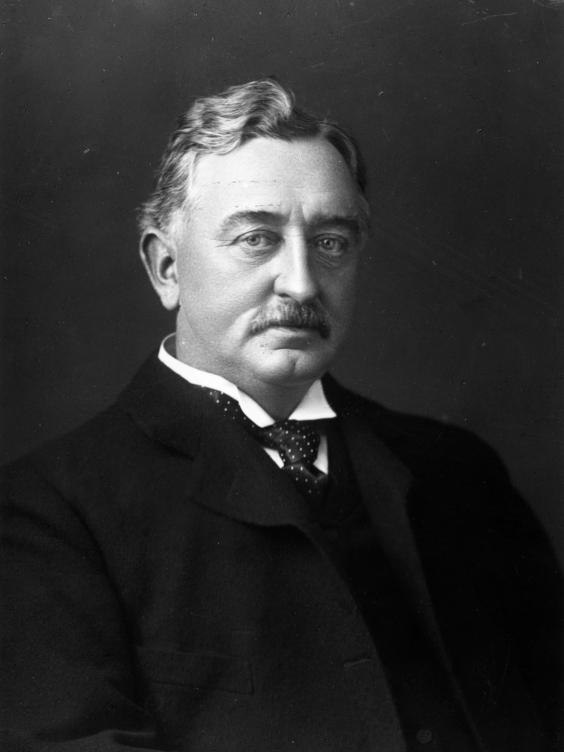
Cecil Rhodes

- Cecil Rhodes, fundador del estado de Rodesia (actualmente Zambia y Zimbabue), la compañía de diamantes De Beers y la Rhodes Scholarship.
- Martin Caton, parlamentario.
- Frederick Scott Archer, fotógrafo e inventor.
- Russell Brand, comediante.
- John Radford, exfutbolista en el Arsenal FC y luego gerente del Bishops Stortford FC.

## Ciudades hermanas
Bishop's Stortford está hermanada con los siguientes pueblos:
- Francia: Villiers-sur-Marne
- Alemania: Friedberg en Hesse